# Municipio de Miami (condado de Clermont)
El municipio de Miami (en inglés: Miami Township) es un municipio ubicado en el condado de Clermont en el estado estadounidense de Ohio. En el año 2010 tenía una población de 40848 habitantes y una densidad poblacional de 471,69 personas por km².

## Geografía
El municipio de Miami se encuentra ubicado en las coordenadas 39°11′56″N 84°14′38″O / 39.19889, -84.24389. Según la Oficina del Censo de los Estados Unidos, el municipio tiene una superficie total de 86.6 km², de la cual 85.59 km² corresponden a tierra firme y (1.17%) 1.01 km² es agua.

## Demografía
Según el censo de 2010, había 40848 personas residiendo en el municipio de Miami. La densidad de población era de 471,69 hab./km². De los 40848 habitantes, el municipio de Miami estaba compuesto por el 95.19% blancos, el 1.4% eran afroamericanos, el 0.14% eran amerindios, el 1.49% eran asiáticos, el 0.02% eran isleños del Pacífico, el 0.41% eran de otras razas y el 1.34% pertenecían a dos o más razas. Del total de la población el 1.84% eran hispanos o latinos de cualquier raza.